# Crack USA: County Under Siege
Pour plus de détails, voir Fiche technique et Distribution.
Crack USA: County Under Siege est un film américain réalisé par Vince DiPersio et Bill Guttentag, sorti en 1989.

## Synopsis
Le film documentaire l'épidémie de crack dans le comté de Palm Beach en Floride.

## Fiche technique
- Titre : Crack USA: County Under Siege
- Réalisation : Vince DiPersio et Bill Guttentag
- Scénario : Vince DiPersio et Bill Guttentag
- Musique : Tangerine Dream
- Photographie : Jean de Segonzac
- Montage : Jim Stewart
- Narrateur : Joe Mantegna
- Production : Bill Guttentag
- Société de production : Home Box Office
- Pays :  États-Unis
- Genre : Documentaire
- Durée : 42 minutes
- Dates de sortie : 
  -  États-Unis : 1989

## Distinctions
Le film a été nommé à l'Oscar du meilleur film documentaire.